# Грейт-Харвуд
Грейт-Харвуд (англ. Great Harwood) — город на юге графства Ланкашир (Англия). Относится к неметрополитенскому району Хайндберн. На 2018 год в городе проживало 10 890 человек.
Находится в 7 км от города Блэкберн и входит в агломерацию Блэкберна-Бернли (общее население на 2018 год — 450 500 человек).

## История
Во время нормандского завоевания территория Грейт-Харвуда была болотистой, было множество полей с небольшими ручьями, именно вблизи этих ручьёв были построены первые фермы. Этот район принадлежал семье де Ласи, но в 1177 году перешёл Ричарду де Фиттону. В 1289 году владение было разделено и передано семьям Хескет, де Лег и Ноуэлл, но де Леги продали свою часть Хескетам. Последние владели Верхним городом (Овертоном). Ноуэллам принадлежал Нижний город (Нетертон). Грейт-Харвуд принадлежал этим двум семьям почти пятьсот лет. В 1338 году Грейт-Харвуд получил королевское разрешение на организацию базара и ярмарки.
С XVI и XVII веков земли около Грейт-Харвуда были известны производством шерстяных тканей. В 1660 году в городе насчитывалось 213 налогоплательщиков, общая численность населения составляла 300 человек. Во второй половине XIX века началось активное промышленное развитие города. Были построены мельницы, проведена железная дорога, газификация.
Вторая половина XX-го века была периодом промышленного упадка. К концу 70-х годов остались открытыми только две ткацкие фабрики, затем они тоже были закрыты, в 1992 году производство обуви и одежды прекратилось. Старые фабрики были перепрофилированы и распались на более мелкие предприятия.

## Население
На 2018 год население города составляло 10 890 человек. Из них 48,9 % мужчин и 51,1 % женщин. Распределение по возрасту было следующим: 21,5 % младше 18 лет, 57,9 % — от 18 до 64 лет, 20,7 % — старше 65 лет. 90,0 % населения города были белыми, 8,9 % имели азиатское происхождение.
Динамика численности населения:
| 1811 | 1871 | 1911  | 1951  | 2001  | 2011  | 2018  |
| ---- | ---- | ----- | ----- | ----- | ----- | ----- |
| 1676 | 4907 | 13815 | 10739 | 11217 | 10800 | 10890 |